# Wasserkuppe
Wasserkuppe er et 950 meter højt bjerg i naturbeskyttelsesområdet Hessische Rhön mellem de tyske byer Gersfeld og Poppenhausen og cirka 30 kilometer fra Fulda.
Wasserkuppe er det højeste bjerg i delstaten Hessen, og floden Fulda har sit udspring der.
Siden 1910 har bjerget været af betydning for forskellige former for flyvesport. Der blev foretaget tidlige eksperimenter med svæveflyvning på stedet, som i kraft af opvinde og gode udelandingsforhold i det åbne landskab var ideelt til formålet. De tyske forberedelser til svæveflyvningskonkurrencen ved (det aflyste) sommer-OL 1940 fandt sted her. I dag foretages der stadig intensiv svæveflyvning fra Wasserkuppe, ligesom paragliding, modelflyvning og drageflyvning dyrkes i området. Bjerget er desuden et populært udflugtsmål og er udgangspunkt for en betydelig vandreturisme.
| Bjerg | Spire Denne artikel om et bjerg eller en bjergkæde er en spire som bør udbygges. Du er velkommen til at hjælpe Wikipedia ved at udvide den. |